# 헤수스 마리아 사모라
헤수스 마리아 사모라 안소레나(스페인어: Jesús María Zamora Ansorena, 1955년 1월 1일, 바스크 지방 에렌테리아 ~)는 스페인의 전 축구 선수로, 현역 시절 미드필더로 활약하였다.

## 축구 경력
사모라는 기푸스코아 주 에렌테리아 사람으로, 현역 시절 전부를 인근의 레알 소시에다드에서 보냈다. 첫 시즌인 1974-75 시즌에 9경기에 출전하는데 그친 그는 이어지는 14시즌 동안 466번의 라 리가 경기에 더 출전하였고, 이름이 헤수스 마리아로 동명의 공격수인 헤수스 마리아 사트루스테기와 더불어 레알 소시에다드의 주축 선수로 거듭났다.
사모라의 현역 시절 최고의 경기는 논란의 여지 없이 1980-81 시즌 최종전 경기로 스포르팅 히혼을 상대로 막판에 극적인 동점골을 넣어 바스크 연고 구단이 레알 마드리드를 제치고 리그를 우승하는데 필요했던 승점을 확보할 수 있었는데, 당시 마드리드 선수들은 바야돌리드 원정에서 3-1로 이기고 자축했지만, 라디오 중계를 통해 사모라의 골을 듣고서야 좌절했다. 그는 그 다음 시즌에 31경기 출전하여 3골을 기록했는데, 레알 소시에다드는 다시 한 번 리그 정상에 올라 국내 무대 패왕임을 증명하였다.
1989년에 현역에서 은퇴한 후, 그는 레알 소시에다드 구단의 여러 직위를 맡았었다. 2002년부터 2004년까지, 그는 수석 코치로 레날 드누에 감독을 보좌하여 2년차에 준우승을 도왔다. 그러나, 또다른 전설적인 동료였던 호세 마리 바케로가 2006년 말에 그를 대신하여 단장이 되었는데, 그 시즌에 강등을 당했고, 사모라도 구단이 40년 만에 당한 충격의 여파로 사임하였다.
사모라는 스페인 국가대표팀 경기에 30경기 출전하여 3골을 기록하였는데, 그가 출전한 첫 국가대표팀 경기는 1978년 12월 21일, 이탈리아와의 친선경기였다. 그는 UEFA 유로 1980과 1982년 FIFA 월드컵 본선에 참가했는데, 후자의 대회에서 잉글랜드와의 1982년 7월 5일 2차 조별 리그 경기 직후 은퇴를 선언하였다. 같은 날, 레알 소시에다드의 동료였던 사트루스테기도 은퇴를 선언하였다.

## 같이 보기
- 원클럽맨 명단